# Carme Cervera Giralt
Carme Cervera Giralt   (el Port de la Selva, setembre 1917 - 31 de desembre de 2022) fou una emprenedora i dissenyadora de nines catalana, creadora de la nina Gisela.
Filla petita d'una familia de pescadors, als vint-i-dos anys va marxar a Madrid, per acompanyar la seva germana, i no va tornar fins a la seva jubilació, cinquanta anys després. El 2020 tenia 102 anys. A Madrid, juntament amb el seu cunyat, l'arquitecte Julio Torrescasana, va iniciar un projecte de fabricació de nines, sent la seva primera creació Gisela que va començar a promoure a Galerias Preciados, creant posteriormemt la empresa Industrias Prisma dedicada a la producció artesanal de la nina. La Gisela tenia el cap de porcellana i ulls de vidre, amb pestanyes amb un sistema de plomada que feia que els ulls es tanquéssin. El cos era de cartró pedra amb un orifici on inserien el tambor cilíndric de veu. Les primeres Giseles foren morenes però després es van fer amb un to de pell clar, amb rinxols llargs i un serrell amb remolí. La Carme feia el patró i el primer model, supervisaba tota la producció i s'encarregava de la promoció. Va arribar a tenir un catàleg de 150 vestits.
La primera Gisela va sortir el 1944 a un preu de 107 pessetes i es va convertir en un objecte desitjat per les noies formant part de l'imaginari infantil. El 1951 va crear Guni, un nadó germà de la Gisela que no va tenir tant èxit comercial. El 1953, va crear Lili, mes llarga i prima, inspirada en Leslie Caron, que també va ser un èxit. Va impulsar Gisela, la revista de las niñas, amb il·lustracions d'Araceli Casajús, i el programa de radio Gisela y su hada madrina, emès per Radio Madrid i Radio España. Va participar en fires de mostres i va obrir mercat a l'Havana, Estocolm, Portugal, Panamà i Nova York. El 1961, amb l'arribada del plàstic i la producció industrial va tancar el seu taller però després va obrir un taller d'alta costura a l'Eixample de Madrid. El 2017, l'Ajuntament del Port de la Selva va organitzar l'exposició «Gisela, una nina diferent de les altres», per celebrar els cent anys de la Carme.